# Леги (племя)

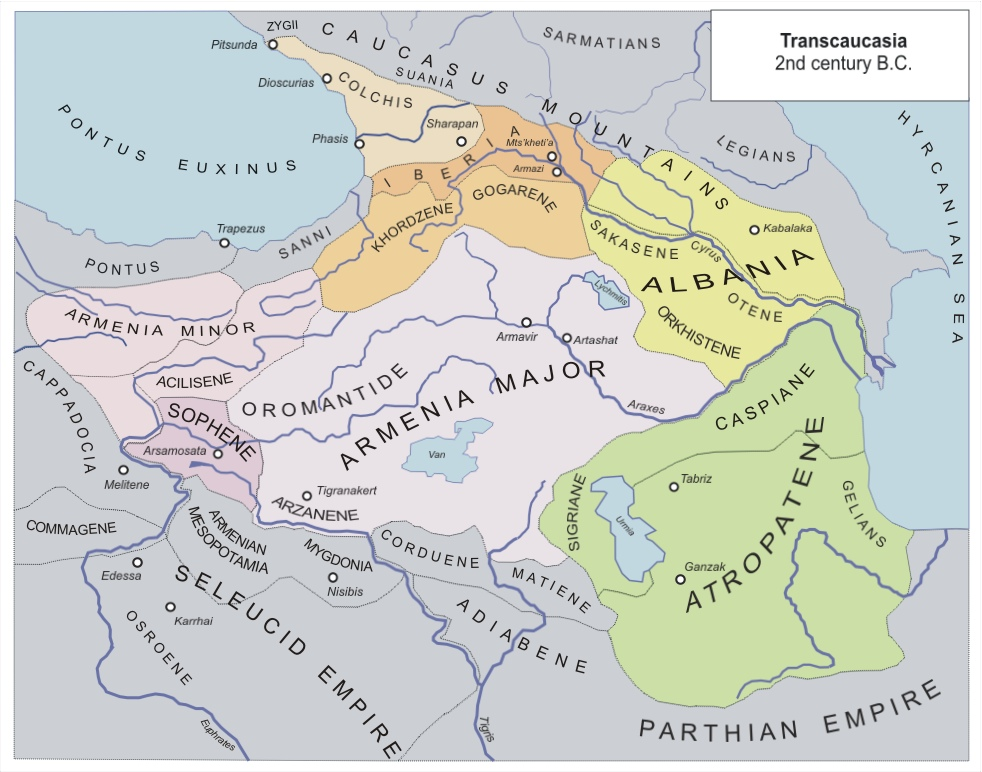
Леги вдоль левого берега реки Самур, где и по ныне компактно проживают коренные лезгиноязычные народности

Леги или Леки (др.-греч. Λήγες  (Lêges), Λῆγαι (Lêgai); лат. Lēgae) — одно из 26 племён восточно-кавказского государства Кавказская Албания. Считаются народом-предком современных лезгин и лакцев, а также ядром, давшим им обоим этнонимы. Гелов и легов принято связывать с предками современных дагестанских народов (аварцев, даргинцев, лакцев и лезгин). Некоторые арабские, все античные, грузинские и армянские источники распространяют этноним лег (лек) на всё население Дагестана, но большинство арабских средневековых авторов сопоставляет легов с предками современных лезгин. В трудах грузинского писателя Евфемия Святогорца (X век) этнонимом леки названы албаны.
Согласно российской энциклопедии «Народы и религии мира: Энциклопедия» леги наряду с другими кавказоязычными, ираноязычными и тюркоязычными племенами участвовали в этногенезе азербайджанцев.

## История

### Локализация
Леги вместе с гелами локализуются на территории Дагестана и северных районов Азербайджана, которые примыкают с востока к Большому Кавказу. Локализация легов совпадает расселением цахурцев, рутульцев и западных лезгин в прошлом и настоящем.
Античный историк Страбон, ссылаясь на спутника Помпея Феофана Митиленского, пишет, что «между амазонками и албанами живут гелы и леги — скифы», а Плутарх, говоря об «амазонках», отмечает, что «между ними и албанами обитают гелы и леги». По Страбону, древние леги населяли историческую Албанию.
По мнению одной из ведущих специалистов по истории Кавказской Албании К. В. Тревер:

Упоминаемые рядом с гелами леги обитали, по-видимому, в горных районах бассейна р. Самура, севернее удинов и албанов. То обстоятельство, что легов и гелов Страбон называет скифами, даёт основание полагать, что этнически эти горские племена отличались от удинов и албанов.

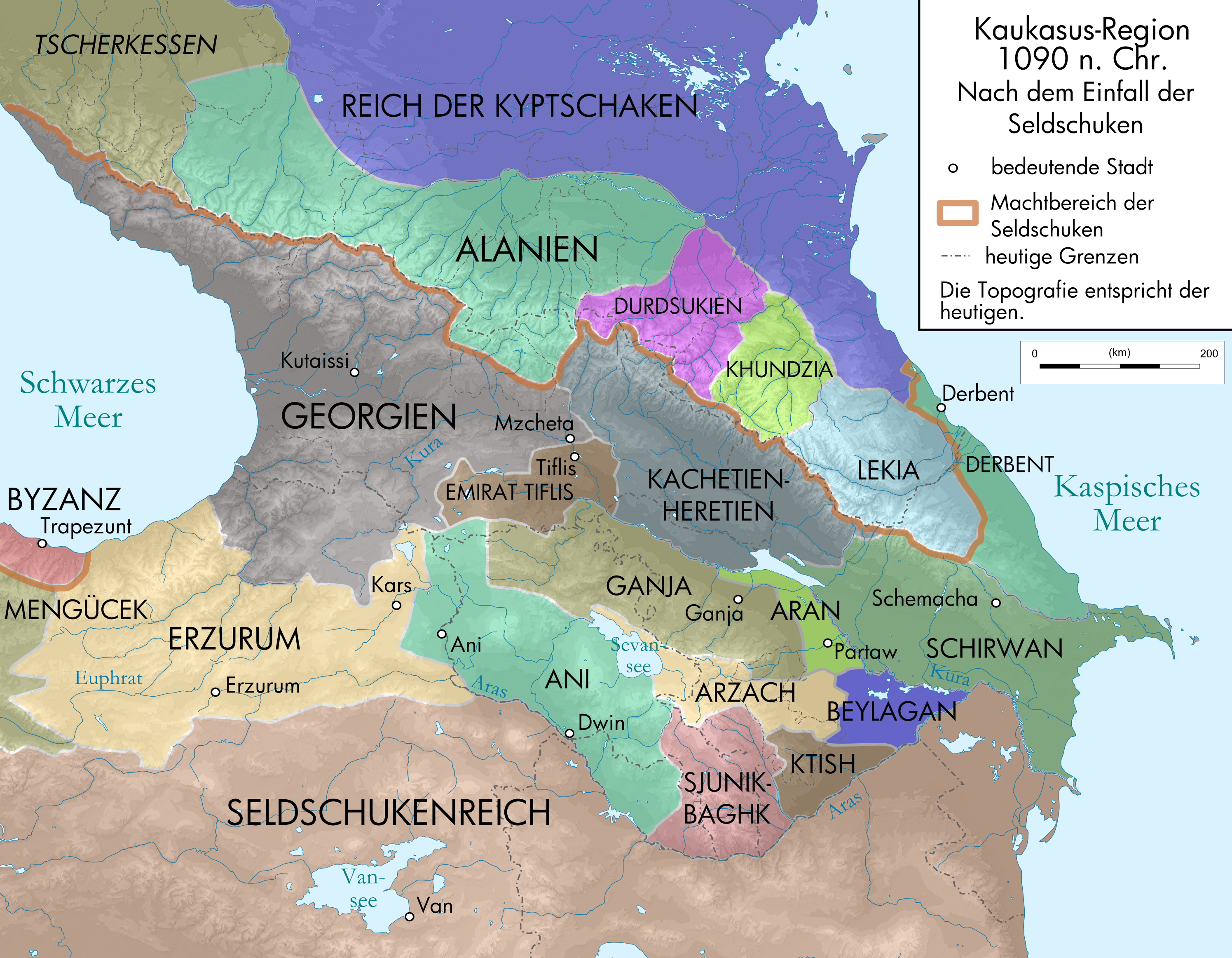
Лекия 1090 г.

### Государственность
Племя леков входило в Кавказскую Албанию. К лекам возводят также раннефеодальное государственное образование V—XVI веков Лакз, находившееся на территории современного Южного Дагестана и северо-восточной оконечности Азербайджана. Арабские авторы IX—XI веков много говорят о царстве лакзов, подразумевая царство легзов или легов, то есть лезгин. Современники, в том числе арабский историк IX века Аль-Балазури называли Лакз страной лакзан, а их язык называли лакзанским.
К. Тревер пишет, что ещё в IV веке н. э. леги, таваспары, страна лпинов и Баласакан не слились с коренной Албанией в монолитное целое, а продолжали оставаться периферийными областями, пользовавшимися какими-то видами внутренней автономии.

Известный советский историк-востоковед, Б. Б. Пиотровский: 
Лакз, расположенный в Южном Дагестане, локализуется в основном в долине реки Самур и охватывает территорию, населенную лезгинами.

### Другие сведения
Племя леков участвовало в Джиравском сражении 371 года. Так, К. Тревер, ссылаясь на армянского автора Моисея Хоренского, отмечает, что на стороне персов сражались не только албаны, но и леки, отряд которых под предводительством их царя, «храброго Шаргира» был опрокинут и обращен в бегство.
Страбон в своей «Географии» про западное побережье Каспийского моря пишет, ссылаясь на Феофана Митиленского, спутника Помпея в его кавказском походе (I век до н. э.), что «между амазонками и албанами живут гелы и леги — скифы» .

## Народы-потомки
Третье издание «Энциклопедии ислама» отмечает, что леги считаются предками лакцев, лезгин и некоторых других народов Дагестана.
В журнале «Вестник Европы» от 1826 года и в «Dictionary of Greek and Roman Geography (1854) William Smith, LLD, Ed» со ссылкой на сочинение «Voyage dans les Steps d’Astrakhan» леги отождествляются с лезгинами. До второй половины XIX народы Горного Дагестана нередко ошибочно называли лезгинами.
Немецкий востоковед Ю. Клапрот предполагал, что леги — это лезгины.
Барон Пётр Услар отождествляет древних леков с современными лезгинами: «Лезгины, лиги, леки сообщили имя своё горному хребту, отделяющему бассейн Куры от бассейна Риона. Колхида даже называема была иногда поэтами Лигистикой, то есть страной лигов. Весьма вероятно, что лиги, о которых говорит Геродот, были лезгинские выходцы». Согласно Энциклопедическому словарю Брокгауза и Ефрона, издававшемуся в конце XIX — начале XX веков, лаки (то есть лакцы) — это «классические леги (Λήγες), в конце VIII ст. покорены были арабским полководцем Абумуслимом, утвердившим среди них ислам и отдавшим страну их в управление одному из потомков пророка, Шах-Баалу, получившему титул шамхала и вали (то есть наместника) Дагестана». Однако, по мнению дагестанского историка Р. М. Магомедова, античные леги и лакцы — это не одно и тоже. Известный советский этнограф Л. И. Лавров писал по этому поводу:

Трудно сказать, однако, являются ли «леги», упоминаемые античными и раннесредневековыми авторами, предками современных лакцев, или так называли (как потом — «лезгинами») вообще всех дагестанских горцев. Больше оснований считать лакцами «гумиков» — народ, упоминаемый арабскими авторами IX—X веков Баладзори и Масуди. Согласно их сведениям, гумики жили примерно на той же территории, которую занимают лакцы.

Лекия 1380 г.

При этом Л. И. Лавров отмечал: «Древнейшие известия о лезгинах мы находим у античных авторов, которые упоминают о живущем на восточном Кавказе народе „лезги“. Арабские авторы IX—X веков знали в южном Дагестане „царство лекзов“». Историк С. В. Юшков писал, что, «видимо, страна легов входила в состав Албании. Леги, если их считать предками лезгин, должны жить по Самуру, то есть южнее Дербента, и в настоящее время ни одна из лезгинских народностей не живёт севернее широты этого древнего города». В то же время, как отмечают Х. Х. Рамазанов и А. Р. Шихсаидов, «нельзя отнести гелов или легов к какому-нибудь одному народу. Скорее всего под этими этнонимами следует понимать дагестанские народы вообще, в том числе и представителей лезгинской группы языков».
Арабский путешественник из Гранады Абу Хамид аль-Гарнати, побывавший в начале XII в. в Дагестане, упоминает среди местных языков лакзанский язык. В. Ф. Минорский считал, что термин «лакз» «состоит из „лак“ („лаг“ — „человек“ на местных языках) плюс иранский суффикс „з“, показывающий происхождение. В русском языке слово „лезг-ин“ (с метатезой) употреблялось без различия применительно ко всем жителям Дагестана, но в местном употреблении и у арабских географов этот термин применяется только к племенам Южного Дагестана». Генерал русской армии Максуд Алиханов-Аварский писал, что от термина «„лак“ и происходит грузинское леки, классическое леги, арабское лакзы, персидское лазги, турецкое лезги и русское лезгины».
Армянский историк А. А. Акопян, ссылаясь на данные греко-римских, армянских и грузинских источников, также считает легов (леков) предками современных лезгин.
По мнению советского и российского этнографа Б. А. Калоева, изначально «леками» именовались только лезгины, а позже с таким именем стали называться и другие горские народы Дагестана.

Профессор Магомед Гаджиев пишет:
"Что же касается этнонима леги (леки), то существует несколько мнений об их идентификации и локализации: леки— это народы Дагестана в целом; это потомки современных лаков или лезгин; грузинская форма «лек» (леки) и «лег» Страбона «восходят к общедагестанскому „лаки“, а название „лег“ ещё в древнейшую эпоху „утвердилось за дагестанскими лаками, как устоявшийся этноним“; термин лезги не был в прошлом самоназванием одного из дагестанских народов, а уже издревле, в течение многих столетий, употреблялся в качестве общего названия для дагестанских горских народов; этнонимом леки в грузинской хронике Л. Мровели „обозначает большую часть племён средневекового Дагестана“, а вообще „леки грузинское название народов Дагестана в целом“. Действительно, леки (леги) это этноним, несущий самую широкую нагрузку из перечисленных выше. Но наличие рядом других этнонимов дидуры, таваспары и др. свидетельствует о том, что этноним леки можно распространить на значительную (возможно, большую) территорию Дагестана, но не на всю».
Грузинский историк Лордкипанидзе леков называет предков лезгин.
По мнению дагестанского историка, д.и.н. И. Г. Семёнова, этноним лек/лег в широком смысле мог использоваться для обозначения всех дагестанских племён, а в узком — для обозначения древнелезгинских племён.

Известный американский историк, учёный-кавказовед Р. Хьюсен пишет: 
Леки [Lekk']; Леги [Legoi] (у Страбона); груз.: Леки [Lek'ni]; лак: Лаз [Laz]; араб.: Лакз [Lakz]; рус.: Лезгины [Lezginy] или Кюринцы [Kiurintsy]; англ.: Лезгины [Lesgins] или Лезгинский [Lesgians] — общее название коренных народов Южного Дагестана, населяющих бассейн реки Самур от Кавказского хребта до Каспийского моря.
В британском источнике 1816 года говорится, что леги — это современные лезгины, а гелы — ингушское племя галгаи.

## Топонимы
На территории как исторически компактного проживания лезгиноязычных народов, так и в других местах сохранились ряд топонимов связанные с этнонимом леки или леги. Например: села Лек, Лекит, Легер, Лгар, Лекун, река Лекилерчай «река Леков» (в Огузском районе Азербайджана), хребты Лека, Лекырга (на юге Рутульского района), Лекдаг «гора Леков» (возле села Ухул Ахтынского района) и т. д.